# Montespan
Montespan là một xã thuộc tỉnh Haute-Garonne trong vùng Occitanie tây nam nước Pháp. Xã này nằm ở khu vực có độ cao trung bình 400 mét trên mực nước biển..
Phế tích của lâu đài xây thế kỷ 13, Lâu đài Montespan, đã được Bộ Văn hóa Pháp xếp hạng di tích lịch sử từ năm 1926.